# Ulina Wielka
Ulina Wielka – wieś w Polsce położona w województwie małopolskim, w powiecie miechowskim, w gminie Gołcza.
W latach 1975–1998 miejscowość administracyjnie należała do województwa krakowskiego. Integralne części miejscowości: Kamyk, Kondej.
W XIX wieku właścicielami dóbr ziemskich w Ulinie Wielkiej byli Ostaszewscy herbu Ostoja: Walenty Ostaszewski (1762–1831), dziedzic Uliny Wielkiej od co najmniej 1820 roku, następnie jego syn Kazimierz Jędrzej (1813–1881), członek Towarzystwa Rolniczego w Królestwie Polskim, a po nim jego syn Teofil Jakub Ostaszewski (1860–1917).

## Zabytki
Obiekt wpisany do rejestru zabytków nieruchomych województwa małopolskiego.
- Kościół parafialny pw. św. Katarzyny, dzwonnica, starodrzew, otoczenie.